# Frangepán VIII. Miklós
Terzsáci Frangepán VIII. Miklós (horvátul: Nikola VIII. Frankopan Tržački, latinul: Nicolaus Frangepanibus, ? – Bosiljevo, 1577.) a Frangepán családból származó horvát főnemes, terzsáci gróf.

## Családja
Frangepán II. Kristóf terzsáci gróf egyetlen fia. Feleségétől Blagaji Dorottyától két fia (V. István és I. Gáspár terzsáci grófok) és két lánya (Orsolya és Klára) született. Fia Gáspár, Lenković János uszkók kapitány Katalin nevű lányát vette feleségül.  A család ezen ágának leszármazottai (köztük az utolsó Frangepán, Ferenc Kristóf is) mind az ő utódaik. A lányok közül Orsolya Révai László felesége lett, Klára pedig kétszer ment férjhez. Első férje Kerecsényi László, a második pedig Bakics Mihály volt.

## Élete
1535 szeptemberében nagybátyjával, Frangepán Farkassal jelen volt a topuszkói szábor ülésén, ahonnan a 9-én kérvényt küldött I. Ferdinánd királyhoz, amelyben többek között az 1527-es cetinai száboron vállalt kötelezettségeinek teljesítését kérte, és trónfosztásával fenyegetőzött. A király azonnal válaszolt, hogy minden kötelezettségét teljesíti, de ezt nem tette meg. Miklósnak abban az évben 60 lovast kellett kiállítania, akikkel együtt a Tržacról Drezsnikbe és Bihácsba vezető utakat kellett biztosítania. Részt vett a törökkel vívott harcokban. 1543-ban ott volt az Otocsán melletti vesztes csatában, 1546-ban nagybátyja Farkas halála után őrá maradt a terzsáci grófi birtokok igazgatása, de teljesen lefoglalta a török támadások elleni védekezés. 1560-ban a szluini Frangepánokkal részt vett a Petrova gorai török támadás visszaverésében. Mivel a Korana menti birtokainak értéke az állandó háborúk miatt csökkent, és így elveszítette azok jövedelmét, igyekezett elzálogosítani őket, emellett egyre nagyobb figyelmet fordított a Habsburg uralom alatti biztonságosabb területeken fekvő birtokaira.
Felesége, Gruber Lénárd özvegye Blagaji Dorottya kezével megszerezte Szamobor felét és az ott lévő bányákat, Drezsniket, Furjánt és Bosiljevót pedig nagybátyjának, II. Kristófnak akarta elzálogosítani, és még székhelyével Terzsaccal is ezt tertvezte, amit pedig fiai és lányai is elleneztek. 1545-ben felajánlotta a stájer rendeknek 200 könnyűlovas felszerelését. 1552-ben I. Ferdinánd király 50 lovast, Terzsac, Modrus, Mutnik és Drezsnik várak védelmére pedig 200 lovast adományozott számára. 1553-ban Lenković János krajnai kapitány további 20 gyalogost kért Drežnik és Ledenice védelmére, majd 1557-ben a szábor Drezsnik, Terzsac és Modrus megerősítéséről határozott. 1558-ban elveszítette Terzsac, 1578-ban pedig Drezsnik környékét. Ezért 1560-ban megvásárolta a kranjskai Črnomeljt (melyet már 1530-ban Frangepán Farkas bérelt), így többnyire ott lakott. 1559-ben szluini Frangepán I. Ferenccel együtt ott volt a pozsonyi magyar országgyűlés horvát küldöttségében, ahol az udvartól pénzt kért a török elleni nagy háború indítására.
Erről az ülésről glagolita betűs, horvát nyelven írt Pozsonyból 1559. február 5-én Juraj Gomilac bosiljevói intézőnek.  Egy másik glagolita betűs levele is ismert 1558-ból. A zágrábi horvát szábor 1560. március 3-i határozta alapján pénzt gyűjtött a határőrség támogatására. Mint tekintélyes horvát arisztokrata 1563. augusztus 20-án I. Miksa és Mária királyné pozsonyi koronázásán ő vitte a bosnyák zászlót. 1572-ben, amikor a kincstár a török elleni védelem céljából birtokba vette a Frangepánok több várát, Kladusát, Celunjt, Krement, Krstinját és Letovanić kastélyát Miklós és Frangepán István tiltakozott a lefoglalás ellen. 1573-ban a magyar államtanácsban felmerült báni kinevezése, de végül arra a következtetésre jutott, hogy hajlott kora miatt már nem alkalmas erre a tisztségre. A következő évben azonban az udvar és Drašković György bán, zágrábi püspök ismét számolt vele. Ebben az évben a parlament a török támadások elleni védekezés érdekében a felügyelők közé választotta, de kérte a királyt, hogy engedje meg szülőföldjén való tartózkodását, és erősítse meg váraiban az őrséget, valamint akadályozza meg Herbert Auersperg generális krajnai katonáit, hogy kirabolják a terzsáci Frangepán és a blagaji Babonić birtokokat.
1575-ben ismét részt vett az országgyűlés munkájában is, amely felhívta Miksa figyelmét Horvátország komoly gondjaira, mely a pusztulás szélén áll („ruinam et extremum excidium patriae”). Az 1576-os év borzalmas volt a Korana körüli területek számára. Február 5-én Kapudzsi boszniai pasa kétezer lovassal támadta meg a vidéket, és sok embert rabszolgává tett. December 1-jén megtámadta Blagajiak Turanj és Skrad nevű várait, és 170 embert vitt fogságba. Támogatta a črnomelji horvát iskolát, ahol Bartol Mavrinac latin, cirill és glagolita írást tanított a diákoknak. Ismert egy 1575. november 15-én kelt levele, melyben kérte a karniolai rendeket, hogy alkalmazzák újra Mavrinacot. Halála pontos dátuma nem ismert, valószínűleg 1576-ban, vagy 1577-ben halhatott meg. Fiai István és Gáspár voltak az utolsó Frangepánok, akik nagy nehezen megtartották a család ősi székhelyét, Tržacot.